# ناديا خوست
كاتبة وأديبة سورية ولدت في دمشق عام 1935، وهي شركسية سورية. حصلت على درجة الدكتوراة في الأدب المقارن من الاتحاد السوفييتي بعد حصولها على بكالوريوس الفلسفة من جامعة دمشق. كانت اطروحتها لرسالة الدكتوراة في الأدب المقارن بعنوان (أدب تشيخوف وأثره على الأدب العربي). تعمل موظفة مسؤولة مع لجنة الحفاظ على المدينة القديمة في دمشق والتي تهدف للمحافظة على طابع التراث المعماري والفني التاريخي في أحياء دمشق وبيوتها القديمة.

## أعمال أدبية
- أحب الشام، مجموعة قصصية، دمشق 1967.
- في القلب شيء آخر، مجموعة قصصية، دمشق 1979.
- كتّاب ومواقف، دراسة أدبية، دمشق 1983.
- في سجن عكا، مجموعة قصصية، دمشق 1984.
- الهجرة من الجنة، رواية، دمشق 1989.
- لا مكان للغريب، رواية، دمشق 1990.
- دمشق- ذاكرة المكان، سرد أدبي، دمشق 1993.
- حب في بلاد الشام، رواية، دمشق 1995.
- مملكة الصمت، رواية، دمشق 1997.
- أعاصير في بلاد الشام، دمشق 1997.